# Sister-ship

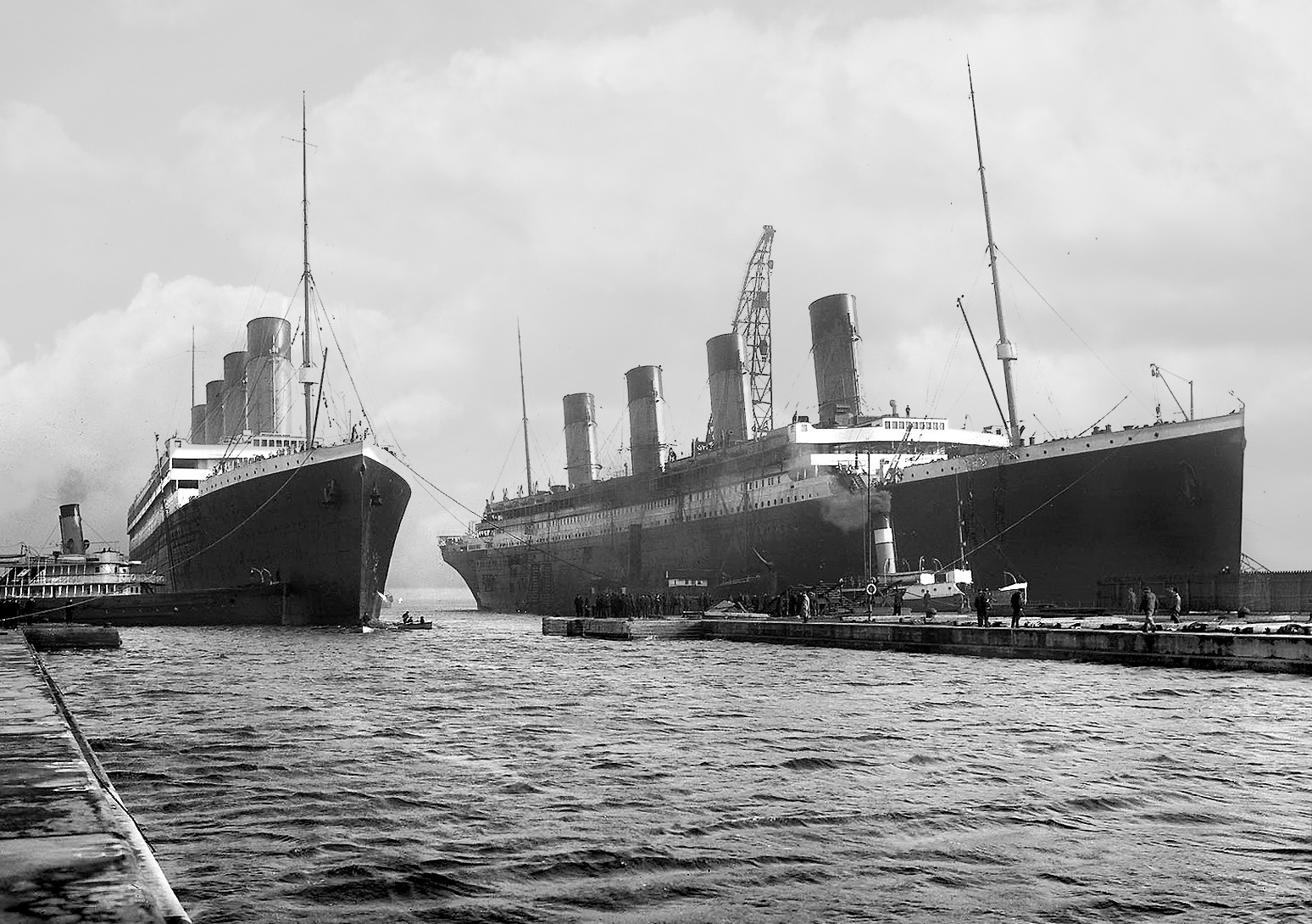
Les sister-ships RMS Olympic et RMS Titanic à Belfast, vers 1912.

Des sister-ships ou navires-jumeaux sont des bâtiments identiques de construction : mêmes caractéristiques, même classe, même chantier naval. Le terme anglais est sister (« sœur ») car la langue anglaise traditionnelle utilise le genre féminin pour désigner les bateaux.

## Désignation
Construire des sister-ships permet aux chantiers navals de réaliser l'économie de la conception du navire par le bureau d'études, la phase de conception ne se faisant qu'une seule fois pour plusieurs unités du même type de bateau. Cela permet aussi de rationaliser la production et d'abaisser les coûts, notamment en commandant en grand nombre des pièces telles que canons, machines, chaudières, moteurs, turbines ou encore hélices, et même s'il existe des différences plus ou moins importantes entre navires d'une même série, la compatibilité est poussée au maximum pour des raisons de gestion d'une flotte. Il est cependant admis qu'à partir des mêmes plans de base chaque sister-ship puisse bénéficier de certaines adaptations en vue d'une affectation différente.
L'exemple le plus frappant est représenté par les cargos américains Liberty Ships et Victory ships, ainsi que les pétroliers T2 produits en très grandes séries sous l'impulsion du magnat américain Henry J. Kaiser durant la Seconde Guerre mondiale pour remplacer le tonnage coulé par les U-boote allemands.
Le préfixe naval « SS » ne signifie pas sister-ship, mais steam ship (dans le cas d'un bateau à vapeur), ou sailing ship (voilier).
La circulaire MSC/Circ.1158 de l'OMI, du 10 août 2005, indique qu'un sister-ship « est un navire construit par le même chantier naval à partir des mêmes plans ».

### Assimilation aux classes de navires
Dans la Marine nationale française, comme dans d'autres marines de guerre, une série de navires identiques (ou presque) est dénommée « classe » portant le nom du navire de tête de cette série. Souvent les noms des navires sont choisis de façon affinitaire. Ainsi la série d'escorteurs d'escadre type T47 des années 1950 - 1960 est souvent appelée Classe Surcouf, les navires suivants portant des noms de grands marins français. De même les destroyers anglais de la Seconde Guerre mondiale dénommée Tribal Class portaient des noms de tribus indigènes de l'Empire britannique tels que HMS Zulu, HMS Ashanti, HMS Matabele, HMS Gurkha, etc. Dans la Regia Marina italienne de la Seconde Guerre mondiale, la classe des gros destroyers Capitani Romani (aussi dénommés « les consuls » par les marins français), porte des noms de chefs de guerre de l'époque romaine tels que : Pompeo Magno, Cornelio Silla, Scipione Africano, etc.
Cette pratique, d'origine anglo-saxonne est également utilisée pour les voiliers de plaisance monotypes (y compris les plus minuscules) dont les propriétaires se sont regroupés et organisés en association gérant la jauge et les calendriers de régate (Classe 420, Classe Optimist, Classe Laser, etc.).

## Exemple de «cannibalisation» entre navires
Il n'est pas rare que, pour maintenir en service certaines unités vieillissantes ou victimes d'avaries, les services techniques pratiquent la politique de la « banque d'organes » ou de la « cannibalisation ».
Un exemple de ce fait remonte à la Première Guerre mondiale : la Royal Navy avait en service une série (ou Class) de contre-torpilleurs dénommée classe Tribal (en) lancée dans les années 1905 à 1910. Il advint que deux destroyers de la 6e flottille de défense de Douvres furent endommagés presque simultanément par les Allemands ; fin octobre 1916, le HMS Nubian (en) eut son tiers avant arraché par l'action d'un torpilleur ennemi, tandis que, une dizaine de jours plus tard le HMS Zulu (en) avait son arrière emporté par l'explosion d'une mine. Grâce aux cloisons étanches, à un échouage rapide sur une plage et à diverses mesures de sauvetage les épaves des deux navires purent être remorquées jusqu'à l'arsenal de Chatham, en aval de Londres, où on entreprit de sauver ce qui pouvait l'être en raccordant l'avant du HMS Zulu à l'arrière du HMS Nubian.
Même s'il y eut quelques difficultés (une dizaine de centimètres de différence de largeur entre les deux coques) l'opération fut menée à bien et le navire résultant fut rebaptisé HMS Zubian (en) (un mot-valise des noms des deux navires donneurs, qui ne correspondait à aucune tribu indigène connue).
Le HMS Zubian (re)lancé début juin 1917 connut une carrière heureuse, se distingua en coulant l'Unterseeboot UC50 et en participant à des attaques sur Zeebruges et Ostende avant d'être démoli en 1919.

## Quelques Sister-ships
- Le Club Med 1 et le Club Med 2, ancien et actuel bateaux du Club Méditerranée ;
- L'Abeille Flandre et l'Abeille Languedoc, deux remorqueurs français ;
- L'Île de Batz, l'Île de Bréhat et l'Île de Sein, trois câbliers français ;
- La série des Savants, huit paquebots mixtes de la CMCR et de la CNSA, affectés à la ligne d'Amérique du Sud (prédécesseurs du MS Pasteur des Messageries Maritimes) et à l'Indochine ;
- Le Provalys et le Gaselys, deux méthaniers ;
- Le Boréal, L’Austral, Le Soléal et Le Lyrial, quatre paquebots français de la Compagnie du Ponant ;
- Le Norwegian Jewel et le Norwegian Pearl, deux navires de croisière de la compagnie Norwegian Cruise Line ;
- Les deux frégates de défense aérienne de la marine nationale française Forbin (D620) et Chevalier Paul (D 621) ;
- Les Spirit of Britain et Spirit of France de la compagnie P&O Ferries sur la ligne Calais-Douvres.
- Les Corsica Victoria et Sardinia Regina, deux ferries de la compagnie Corsica Ferries - Sardinia Ferries

Dans le passé :
- Les trois-mâts, à l'origine allemands, Duchesse Anne (France), le Dar Pomorza (Pologne), le Statsraad Lehmkuhl (Norvège) et le Deutschland (Allemagne) ;
- le Mauretania et le Lusitania, paquebots de la Cunard Line
- L'Olympic, le Titanic et le Britannic, paquebots transatlantiques britanniques de la White Star Line ;
- Les deux frégates lance-missiles Suffren (D602) et Duquesne (D603) de la Marine nationale française ;
- Les porte-avions français Clemenceau (démoli) et Foch (vendu à la marine brésilienne) ;
- Les deux cuirassés Yamato et le Musashi de la marine impériale japonaise ;
- Les deux cuirassés Bismarck et Tirpitz de la Kriegsmarine ;
- Les frégates Météo France 1 et France 2 autrefois stationnées à tour de rôle au point "K" au milieu de l'Atlantique ; France 1 a été préservée à La Rochelle comme navire musée et France 2, démolie.